# Herzenssache (Verein)
Der deutsche Verein Herzenssache e. V. ist die gemeinsame Kinderhilfsaktion der beiden öffentlich-rechtlichen Sender Südwestrundfunk (SWR) und Saarländischer Rundfunk (SR) sowie der Genossenschaftsbanken Sparda-Bank Südwest und Sparda-Bank Baden-Württemberg. Die Partner finanzieren Personal und Verwaltung des Vereins. Herzenssache hilft Kindern und Jugendlichen in Baden-Württemberg, Rheinland-Pfalz und im Saarland. Dafür sammelt die Kinderhilfsaktion Spenden, die ausgewählte gemeinnützige Organisationen gezielt für benachteiligte Kinder und Jugendliche einsetzen. Seit dem Gründungsjahr 2000 hat der Verein rund 66 Millionen Euro an Spenden erhalten und damit fast 1.600 Hilfsprojekte für Kinder und Jugendliche im Südwesten Deutschlands unterstützt.

## Geschichte
Die Idee von Herzenssache ist 1992 im Programm des Süddeutschen Rundfunks (SDR) entstanden. 1995 schloss sich der Südwestfunk (SWF) in Rheinland-Pfalz der Spendenaktion an. Das größte geförderte Projekt aus der Frühphase von Herzenssache ist die Nachsorgeklinik Tannheim, die 1996 mit mehr als sechs Millionen Mark unterstützt wurde. Am 15. Februar 2000 schließlich wurde der Verein Herzenssache mit Sitz in Stuttgart gegründet.

## Schirmherr, Vorsitz und Geschäftsführung
Schirmherrschaft:
- 2005–2013: Lothar Späth, ehemaliger baden-württembergischer Ministerpräsident
- 2014–2024: Hartmut Engler, Frontmann der Band Pur[3]

Die 1. Vorsitzende des Vereins ist Ulla Fiebig, die im Mai 2022 die Nachfolge von Simone Schelberg antrat, die Geschäftsführerin ist Gitta Haucke.

## Herzenssache im Programm von SWR und SR
Seit 2009 gibt es in den Fernsehprogrammen des SWR und SR jährlich eine Live-Sendung zum Auftakt der Weihnachtsspendenaktion. Darüber hinaus berichten Radio, Fernsehen und Internet der beiden Sendeanstalten über die eigene Kinderhilfsaktion. Außerdem erspielen die Rateteams der SWR-Quizsendungen Meister des Alltags und Tigerenten Club regelmäßig Spendensummen für Herzenssache-Hilfsprojekte.

## Bekannte Unterstützer
- Hartmut Engler, Frontmann der Band PUR
- Lotte, deutsche Sängerin
- Sabrina Weckerlin, deutsche Musicalsängerin
- Max Giesinger, deutscher Sänger
- Glasperlenspiel, Popband
- Mark Forster, deutscher Sänger
- Joris, deutscher Sänger
- Jupiter Jones, deutsche Punkrock-Band, Echo-Gewinner 2012